# إيثاكا هوميروس

إعادة بناء اليونان الهومرية. يمكن رؤية إيثاكا الحديثة إلى الغرب

إيثاكا هوميروس (/ˈɪθəkə/؛ (باليونانية: Ιθάκη)، Ithakē) كانت، في الأساطير اليونانية، الجزيرة التي كانت موطن البطل أوديسيوس. الموقع المحدد للجزيرة، كما وصفها هوميروس في الأوديسة، مسألة لا تزال محل نقاش. لقد ظهرت نظريات مختلفة بشأن موقعها. تقليديًا، يُعتبر أن إيثاكا الحديثة هي جزيرة هوميروس، أحد المرشحين البديلين الحديثين هو بالكي، التي قد تكون جزيرة مفصولة عن بقية كيفالونيا، كما جادل بذلك بتيليستون، ديجل وأندرهيل في أوديسيوس غير المقيد.
ومع ذلك، لم تُقبل هذه النظرية عمومًا على أساس الجيولوجيا.
استعرضت الآثار، وعلم اللغة، أو التحليل التاريخي والهوميري. “ما ينقص بوضوح”، كما كتبت الدكتورة كريستين هايوود في مراجعتها لـ Odysseus Unbound، “هو معرفة جيدة بتعقيدات لغة هوميروس، ودعم من علم الآثار.”
يُعتقد أحيانًا أن الشخصيات الرئيسية في الملحمة مثل أوديسيوس وأخيل وأجاممنون وهيكتور قد تكون شخصيات خيالية.[مِمَن؟]

 
ومع ذلك، هناك العديد من الادعاءات بأن بعض الأبطال الهوميريين قد عاشوا في منطقة أو قرية معاصرة معينة منذ زمن بعيد. وقد أثارت هذه الادعاءات، بالإضافة إلى الوصف الجغرافي التفصيلي للغاية في الملحمة نفسها، التحقيق في إمكانية أن يكون أبطال هوميروس قد وجدوا بالفعل وأن مواقع الأماكن التي تم وصفها قد يمكن العثور عليها.

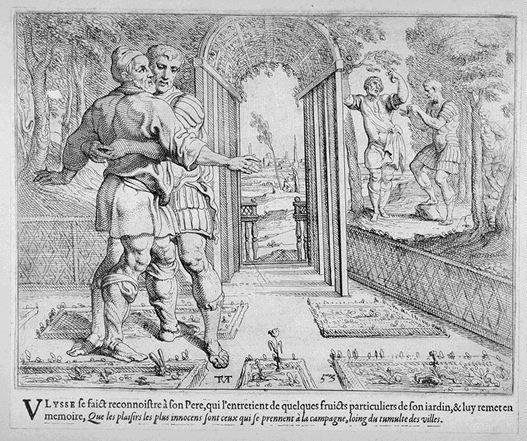
أوليس يلتقي بوالده لايرتس في إيثاكا (ثيودور فان ثولدن، 1600)

اعتقد هاينريش شليمان أنه تمكن من تتبع العديد من التقاليد الشهيرة المحيطة بهؤلاء الأبطال. وقد زُعم أن العديد من المواقع حول البحر الأبيض المتوسط كانت "منازل" هؤلاء الأبطال، مثل الأطلال في موكناي والتل الصغير بالقرب من مدينة طروادة التركية الغربية. وقد اقترح عمل شليمان وتنقيباته، لعالم شديد التشكيك، أن أجاممنون الهوميري كان قد عاش في موكناي، وأن "طروادة" نفسها قد وجدت بالفعل في حيسارليك. وقد تم بذل الكثير من العمل لتحديد مواقع هوميرية أخرى مثل قصر نسطور في بيلوس. وقد كانت هذه المحاولات موضوعًا للعديد من الأبحاث العلمية والعمل الأثري والجدل.
تُوِّجَت النظريات بشأن موقع "إيثاكا هوميروس" منذ القرن الثاني قبل الميلاد حتى عام 2005 ميلادي. تباينت كل الطرق لتحديد الموقع في درجات دقتها، حيث تراوحت بين الأساليب العلمية الدقيقة والإجراءات التخمينية الأقل دقة، والتحقيقات التجريبية، والافتراضات المستنيرة، والأمنيات، والمعتقدات القوية، والخيال البحت. وتستحق كل دراسة وكل تحقيق اهتمامًا، كدليل على روح العصر الذي تم فيه تطوير النظرية المعينة، واهتمام الدائم بأوديسيوس ووقائع حياته المحتملة. وبعض من أحدث مقاربات "إيثاكا هوميروس" تشبه بعضًا من أقدمها.

## الرواد الرئيسيون
نظريات المنظرين، والحفريات في أماكن أخرى، حول موقع "إيثاكا هوميروس"
- إراتوستينس (276 ق.م – 194 ق.م).
- ديمتريوس من سكيبسي (قرب طروادة) - كتب في منتصف القرن الثاني قبل الميلاد - مصدر استخدمه سترابو (أدناه).
  - Pfeiffer، R. (1968). تاريخ الدراسات الكلاسيكية: من البدايات حتى نهاية العصر الهلنستي. Oxford: دار نشر جامعة أكسفورد. ص. 249–51.. انظر بتيليستون/ديغل/أندرهيل (أدناه): جيمس ديغل في ص. 508.
- أبولودورس الأثيني (ولد حوالي 180 ق.م) - كتب في منتصف القرن الثاني قبل الميلاد - مصدر استخدمه سترابو (أدناه)، كما اعتمد أبولودوروس أيضًا على ديمتريوس من سكيبسي (أعلاه).
  - Jacoby، Felix (1929). شظايا المؤرخين اليونانيين II ب. Berlin: Weidmann. 244, F 154-207.
  - Pfeiffer، R. (1968). تاريخ المنح الدراسية الكلاسيكية: من البدايات حتى نهاية العصر الهلنستي. Oxford: دار نشر جامعة أكسفورد. ص. 249–51.. انظر بتيليستون/ديغل/أندرهيل (أدناه): جيمس ديغل في ص. 508.
- سترابو (63/4 ق.م – حوالي 24 م).
  - Jones، P.V. (1917–1932). ستراتون: الجغرافيا (ط. Loeb Classical Library). Cambridge, Massachusetts: دار نشر جامعة هارفارد.
- وليام جيل - كتب في عام 1807 - اعتقد أن "إيثاكا" لهوميروس كانت على برزخ أيتوس في جزيرة إيثاكا، مواجهًا الشرق، في أو بالقرب من خليج فاثي.
  - The Geography and Antiquities of Ithaca. London: Longman, Hurst, Rees and Orme. 1807.
- ويليام م. ليك - كتب في عام 1835 - اعتقد أن "إيثاكا" كانت على الساحل الشمالي الغربي لجزيرة إيثاكا، بالقرب من خليج بوليس.
  - Travels in the Morea with a Map and Plans. London: John Murray. 1830.
  - Travels in Northern Greece. London: John Murray. 1835.
- ثيوفيل كايو - كتب في عام 1878 - حدد "إيثاكا" في جنوب غرب إسبانيا، في دلتا غواداليتي، بالقرب من قادس.
  - Pays atlantiques décrits par Homère, Ibérie, Gaule, Bretagne, Archipels, Amériques, Théorie nouvelle [Atlantic lands described by Homer: the Iberian peninsula, Gaul, Britain, the Atlantic islands, the Americas. A new theory] (بالفرنسية). Paris: Maisonneuve et cie. 1878. OCLC:23413881.
- صموئيل بتلر طور نظرية مثيرة للجدل تفيد بأن الأوديسة كتبها شابة صقلية، التي تقدم نفسها في القصيدة على أنها ناوسيكا، وأن مشاهد القصيدة تعكس سواحل صقلية، خاصة إقليم طرابنش وجزره المجاورة. وقد وصف "الأدلة" لهذه النظرية في كتابه مؤلفة الأوديسة (1897) وفي المقدمة والحواشي لترجمته النثرية لـ الأوديسة (1900). وقد طور روبرت غريفز هذه الفرضية في روايته ابنة هوميروس.
- فيلهلم دورفيلد (26 ديسمبر 1853 – 25 أبريل 1940) - بعد إجراء حفريات واسعة في مواقع مختلفة من إيثاكا وليفكادا، اقترح أن قصر أوديسيوس كان يقع غرب نيدري على الساحل الجنوبي لليفكادا.
  - Dörpfeld, Wilhelm (1965). اقتراح "إيثاكا القديمة"، مساهمة في مسألة هومر. دراسات وتنقيبات من جزيرة لوكاس-إيثاكا، بمشاركة بيتر جوسلر [وآخرين] [Ancient Ithaca, a contribution to the Homer question. Studies and excavations from the island of Leucas-Ithaka. With the collaboration of Peter Goessler [among others]] (بالألمانية) (Neudruck der Ausg. 1927. ed.). Osnabrück: Zeller.
- ج. فولترس - كتب في عام 1903 - اعتقد أن بالكي قد يكون له "قناة سترابو" في البرزخ الذي يفصل الآن بين بالكي وكيفالونيا (انظر بتيليستون/ديغل/أندرهيل، أدناه).
  - Kritiki Meleti peri Omerikis Ithakis [A Critical Study of Homeric Ithaca] (باليونانية). Athens: [self?]. 1903.
- أ.هـ. جوكوب - كتب في عام 1908 - اعتقد أن "إيثاكا" كانت في جنوب غرب كيفالونيا، على قمة تل سانت جورج بالقرب من قرية مازاراكاتا، جنوب شرق مدينة أرجوستولي، مع ميناءها في مينيس بالقرب من المطار الحديث.
  - Ithaque La Grande [Ithaca the Great] (بالفرنسية). Athens: Beck & Barth. 1908.
- اللورد رينيل من رود - كتب في عام 1927 - اعتقد أن "إيثاكا" كانت على جزيرة إيثاكا.
  - Rennell، J.R. (1927). Homer's Ithaca: A Vindication of Tradition. London: Arnold.
- والتر أبيل هيرتلي وسلفيا بينتون - اعتقدوا أن "إيثاكا" كانت على جزيرة إيثاكا، وقد أسفرت حفرياتهم في ميناء خليج بوليس عن اكتشاف قطع أثرية من القرن الثامن إلى التاسع قبل الميلاد.
- ج.هـ. جوكوب - كتب في عام 1990، حفيد أ.هـ. جوكوب - اعتقد أن "إيثاكا" كانت على كيفالونيا، ولكن في منطقة إريسوس الشمالية، بالقرب من مدينة فيسكاردو.
  - Op zoek naar Ithaka [In search of Ithaka] (بالهولندية). Weesp: Heureka. 1990.
  - Where on Earth is Ithaca? A Quest for the Homeland of Odysseus. Delft: Eburon. 2010. ISBN:978-90-5972-344-3.
- إ.س. تسياراتوس - نُشر بعد وفاته في عام 1998 - اعتقد أن "إيثاكا" كانت في وسط كيفالونيا، لكنه وافق سترابو بشأن بالكي التي كانت مفصولة عن كيفالونيا.
  - Poia I Omeriki Ithaki? [Which is Homeric Ithaca?] (باليونانية). Athens: Etaireias Meletes Ellenikes Historias. 1998.
- ج.ف. لوس (1920-2011)، كتب في عام 1998، اعتقد أن "إيثاكا" كانت على جزيرة إيثاكا.
  - Celebrating Homer's landscapes: Troy and Ithaca Revisited. New Haven: مطبعة جامعة ييل. 1998. ISBN:0-300-07411-5.
- نيكولا غ. ليفاداس (مؤلف)، قسطنطين بيستيكا (محرر، مترجم)
  - Odysseus' Ithaca: The Riddle Solved. Athens: Nicholas G. Livadas. 2000. ISBN:960-90803-1-6.
- هنرييت بوتمان كريمر، جيراسيموس ميتاكساس - يعتقد المؤلفان أن مركز إيثاكا الهومري كان في جنوب شرق كيفالونيا حيث تقع الآن قرية بورو في بلدية Eleios-Pronnoi.
  - Omiriki Ithaki – ena atavtisto kentro sta nesia ton Kefallenon. Athens: Kaktos editions. 2000. ISBN:960-382-408-9.
- جيل لو نوان - الذي كتب بين عامي 1989 و2005 - اقترح أن Paliki هي موقع "إيثاكا"، ولكنه استبعد الجيولوجيا التي تدعم "قناة سترابو".
  - A la recherche d'Ithaque, la ferme d'Eumée, le palais d'Ulysse [In search of Ithaca, the farm of Eumeus, the palace of Odysseus] (بالفرنسية). Quincy-sous-Senart, France: Editions Tremen. 2005.
  - The Ithaca of the sunset. Quincy-sous-Senart, France: Editions Tremen. 2005. ISBN:2-913559-44-1.
  - I kalódysi Itháki Η καλόδυση Ιθάκη [The beautiful Ithaca] (باليونانية). Quincy-sous-Senart, France: Editions Tremen. 2005.
- كريستوس تساكوس - الذي كتب بين عامي 1999 و2005 - اعتقد أن "إيثاكا" كانت على جزيرة Ithaki.
  - "Concerning Homeric Ithaki: Asteris". Odusseia ع. 95. 1999.
  - "kefa-ll-ines Kefa-ll-inia Kefa-ll-onia". Odusseia ع. 70–2. 2000.
  - Ekthesi Synoptiki peri Omerikis Ithakis (A Brief Essay on Homeric Ithaca) (ط. Angelos Eleutheros). Athens. 2002.
  - Tzakos، Christos I. (2005). Ithaca and Homer (The Truth), translated by Geoffrey Cox. Athens. ISBN:960-7103-38-6.{{استشهاد بكتاب}}:  صيانة الاستشهاد: مكان بدون ناشر (link)
- روبرت بيتيليستون، جيمس ديغل، وجون أندرهيل - الذين عملوا لأول مرة في عام 2003 - يعتقدون أن Paliki هو موقع "إيثاكا"، ويؤمنون أيضًا بأن "قناة سترابو" فصلت بين إيثاكا وكيفالونيا، انظر Odysseus Unbound.
  - Odysseus Unbound: The Search for Homer's Ithaca. Cambridge, UK: مطبعة جامعة كامبريدج. 2005. ISBN:0-521-85357-5. Odysseus Unbound website
- أثليناغوراس إليوثيريو - جادل بأن باكسوس كانت إيثاكا الهومرية.
  - I nisos ton paxon einai i omiriki Ithaki Η νησος των παξων ειναι η ομηρικη Ιθακη [The Island of Paxos is Homeric Ithaca)] (باليونانية). Athenai: Eleusis. 2005. ISBN:978-9603-9103-0-5.
- ديميتريس إ. بايزيس-دانياس نشر عشرة خرائط لنظريات كيفالونية وجادل بأن إيثاكا الهومرية كانت على Ithaki
  - Homer's Ithaca on Cephallenia? Facts and fancies in the history of an idea. Athens[?]: Ithacan Friends of Homer Association. 2006. ISBN:9-789608-823129.
- فيليس فينشي يقترح أن العديد من الأماكن الهومرية يمكن تحديدها في المشهد الجغرافي للبلطيق.
  - The Baltic Origins of Homer's Epic Tales. Rochester, Vermont: Inner Traditions. 2006. ISBN:1-59477-052-2.
- مانوليس كوتليس - وضع إيثاكا في فايال بجزر الأزور.
  - In the Shadow - The Greek Colonies of North America and the Atlantic 1500 BC - 1500 AD. Limassol: Solva-tech LTD. 2018. ISBN:978-9925-7439-5-7.
- جوناثان براون - وضع إيثاكا على Ithaki بعد السفر إلى كيفالونيا، ولفكادا، وكورفو، وصقلية، وإسبانيا، والدنمارك، والأزور لفحص نظريات أخرى.
  - In search of Homeric Ithaca. Canberra: Parrot Press. 2020. ISBN:978-0-6480925-2-0. National Library of Australia, Trove

## الروابط الخارجية
- www.friendsofhomer.gr
- موقع Odysseus Unbound؛ منتدى نقاش Odysseus Unbound
- مجموعة من الروابط المتعلقة بهوميروس
- موارد أوديسة هوميروس على الويب، بقلم يورن بارجر
- Wake of Odysseus، حول تحديد الموقع بواسطة جوناثان بورغيس
- مكتبة بيرسيوس الرقمية، جامعة تافتس
  - بيرسيوس في تافتس، المواد اليونانية والرومانية
  - بيرسيوس في تافتس، بحث عن "homer*" الذي يصل حاليًا إلى 77 نتيجة، بما في ذلك "هومري": الأعمال الفنية (1)، الصور (8)، المقالات المرجعية (6)، أقسام النصوص (19)، الاقتباسات من المصادر (30)، النصوص (13)